# Linia kolejowa Mosty – Grodno
Linia kolejowa Mosty – Grodno – linia kolejowa na Białorusi łącząca stację Mosty ze stacją Grodno.
Znajduje się w obwodzie grodzieńskim, w rejonach mostowskim i grodzieńskim. Linia na całej długości jest jednotorowa i niezelektryfikowana.

## Historia
Linia początkowo leżała w Imperium Rosyjskim, w latach 1918 - 1945 w Polsce, następnie w Związku Sowieckim (1945 - 1991). Od 1991 położona jest na Białorusi.